# Талајшвајлер-Фрешен
Талајшвајлер-Фрешен (њем. Thaleischweiler-Fröschen) општина је у њемачкој савезној држави Рајна-Палатинат. Једно је од 84 општинска средишта округа Југозападни Палатинат. Према процјени из 2010. у општини је живјело 3.411 становника. Посједује регионалну шифру (AGS) 7340051.

## Географски и демографски подаци
Талајшвајлер-Фрешен се налази у савезној држави Рајна-Палатинат у округу Југозападни Палатинат. Општина се налази на надморској висини од 299 метара. Површина општине износи 12,3 km². У самом мјесту је, према процјени из 2010. године, живјело 3.411 становника. Просјечна густина становништва износи 278 становника/km².